# Betteville
Betteville est une ancienne commune française située dans le département de la Seine-Maritime, en Normandie.
La commune fusionne avec trois autres le 1er janvier 2016 pour former la commune nouvelle de Saint-Martin-de-l'If et prend à cette date le statut de commune déléguée.

## Géographie

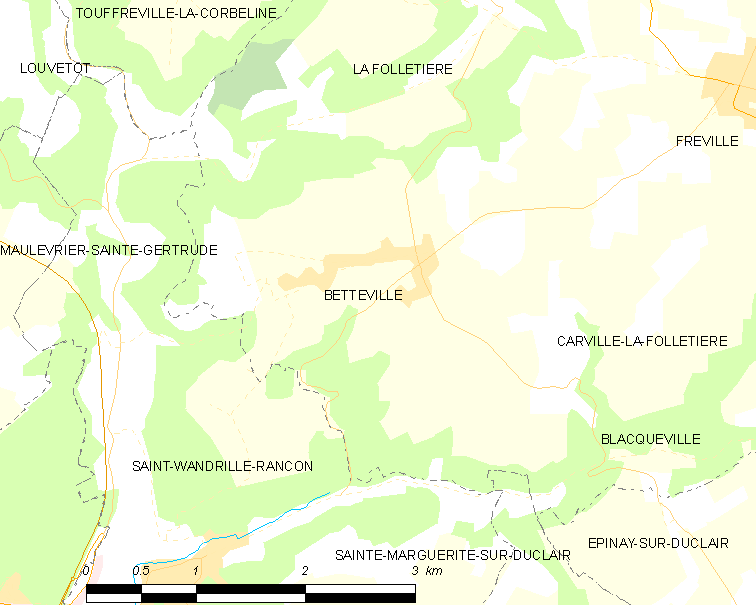
Carte de l'ancienne commune de Betteville.
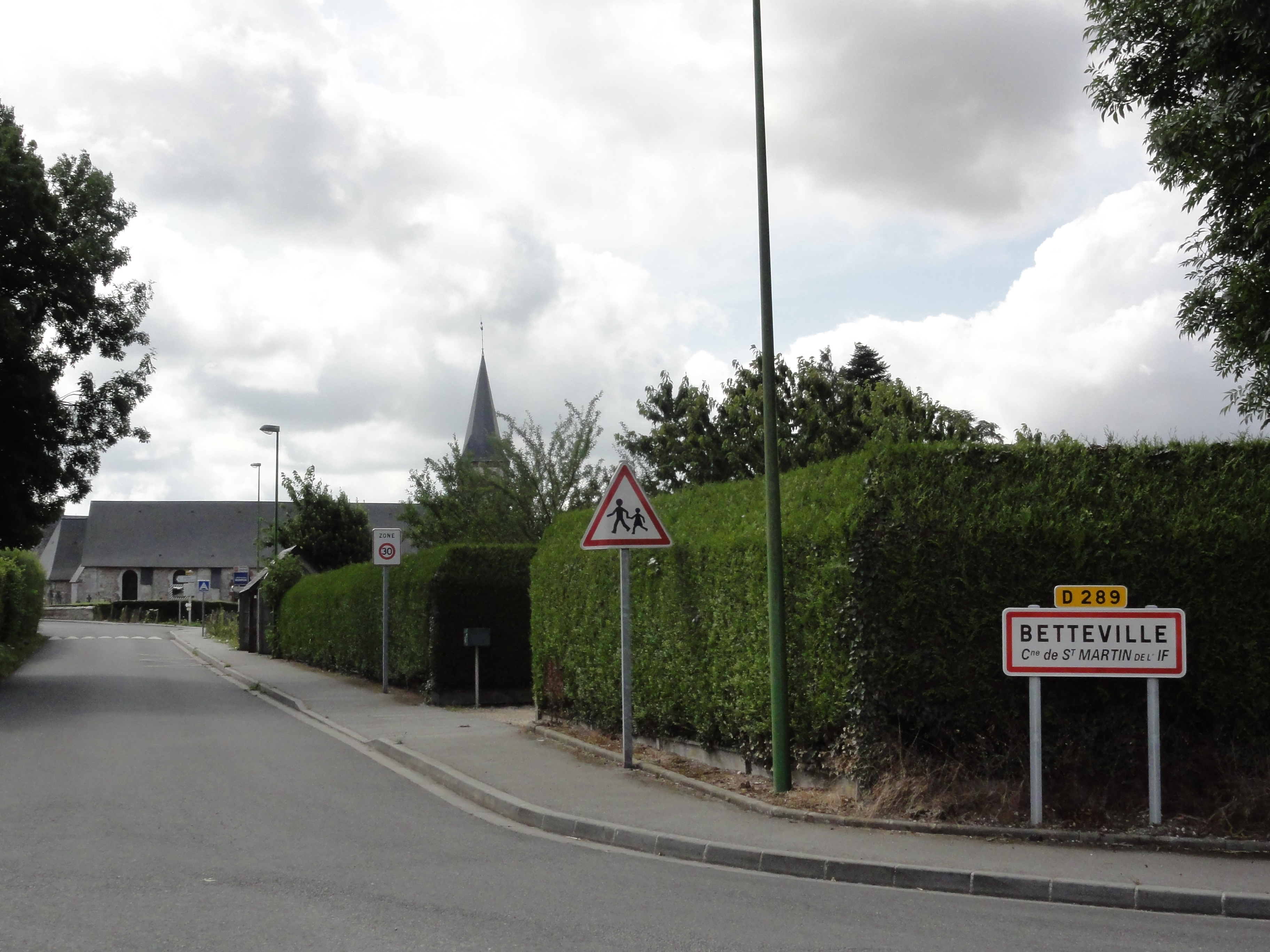
Entrée de Betteville, commune de Saint-Martin-de-l'If.

## Histoire
Selon la tradition hagiographique, un garde de la forêt du roi voulut transpercer saint Wandrille de sa lance en 652 et fut miraculeusement puni. Dénommé Betton, il a pu réellement exister, posséder un manoir et donner son nom au site. Autre légende liée au lieu, celle du « Trou-au-Diable », une excavation qui ne pouvait être comblée[réf. nécessaire].
Au Moyen Âge, la cure dépend de l'abbaye de Saint-Wandrille, dont les titres s'étendent aussi aux manoirs de Betteville et de Biville.
Le 1er janvier 2016, les communes de Betteville, La Folletière, Fréville et Mont-de-l'If ont été regroupées par un arrêté préfectoral du 7 décembre 2015 pour former la commune nouvelle de Saint-Martin-de-l'If, et elles sont devenues à cette occasion des communes déléguées,,.

## Politique et administration
| Période                                  | Période                        | Identité                  | Étiquette | Qualité                                                                                |
| ---------------------------------------- | ------------------------------ | ------------------------- | --------- | -------------------------------------------------------------------------------------- |
| Les données manquantes sont à compléter. |                                |                           |           |                                                                                        |
| 1852                                     |                                | Alain de Paul des Héberts |           |                                                                                        |
|                                          | 1989                           | Michel Devaux             |           |                                                                                        |
| 1989                                     | 6 novembre 2009                | Sylvie Delaroque          |           | Démissionnaire                                                                         |
| 18 décembre 2009                         | En cours (au 16 décembre 2015) | Christophe Acher          |           | Réélu pour le mandat 2014-2020 Devient maire délégué de Betteville le 1er janvier 2016 |

## Démographie
L'évolution du nombre d'habitants est connue à travers les recensements de la population effectués dans la commune depuis 1793. À partir du 1er janvier 2009, les populations légales des communes sont publiées annuellement dans le cadre d'un recensement qui repose désormais sur une collecte d'information annuelle, concernant successivement tous les territoires communaux au cours d'une période de cinq ans. 
Pour les communes de moins de 10 000 habitants, une enquête de recensement portant sur toute la population est réalisée tous les cinq ans, les populations légales des années intermédiaires étant quant à elles estimées par interpolation ou extrapolation. Pour la commune, le premier recensement exhaustif entrant dans le cadre du nouveau dispositif a été réalisé en 2008,.
En 2013, la commune comptait 567 habitants, en évolution de +9,46 % par rapport à 2008 (Seine-Maritime : +0,48 %, France hors Mayotte : +2,49 %).
| 1793 | 1800 | 1806 | 1821 | 1831 | 1836 | 1841 | 1846 | 1851 |
| ---- | ---- | ---- | ---- | ---- | ---- | ---- | ---- | ---- |
| 776  | 670  | 670  | 673  | 704  | 637  | 621  | 590  | 584  |

| 1856 | 1861 | 1866 | 1872 | 1876 | 1881 | 1886 | 1891 | 1896 |
| ---- | ---- | ---- | ---- | ---- | ---- | ---- | ---- | ---- |
| 603  | 575  | 543  | 506  | 458  | 436  | 445  | 426  | 384  |

| 1901 | 1906 | 1911 | 1921 | 1926 | 1931 | 1936 | 1946 | 1954 |
| ---- | ---- | ---- | ---- | ---- | ---- | ---- | ---- | ---- |
| 374  | 363  | 347  | 355  | 372  | 375  | 370  | 371  | 368  |

| 1962 | 1968 | 1975 | 1982 | 1990 | 1999 | 2008 | 2013 | - |
| ---- | ---- | ---- | ---- | ---- | ---- | ---- | ---- | - |
| 367  | 349  | 337  | 337  | 437  | 485  | 518  | 567  | - |

## Vie associative et sportive

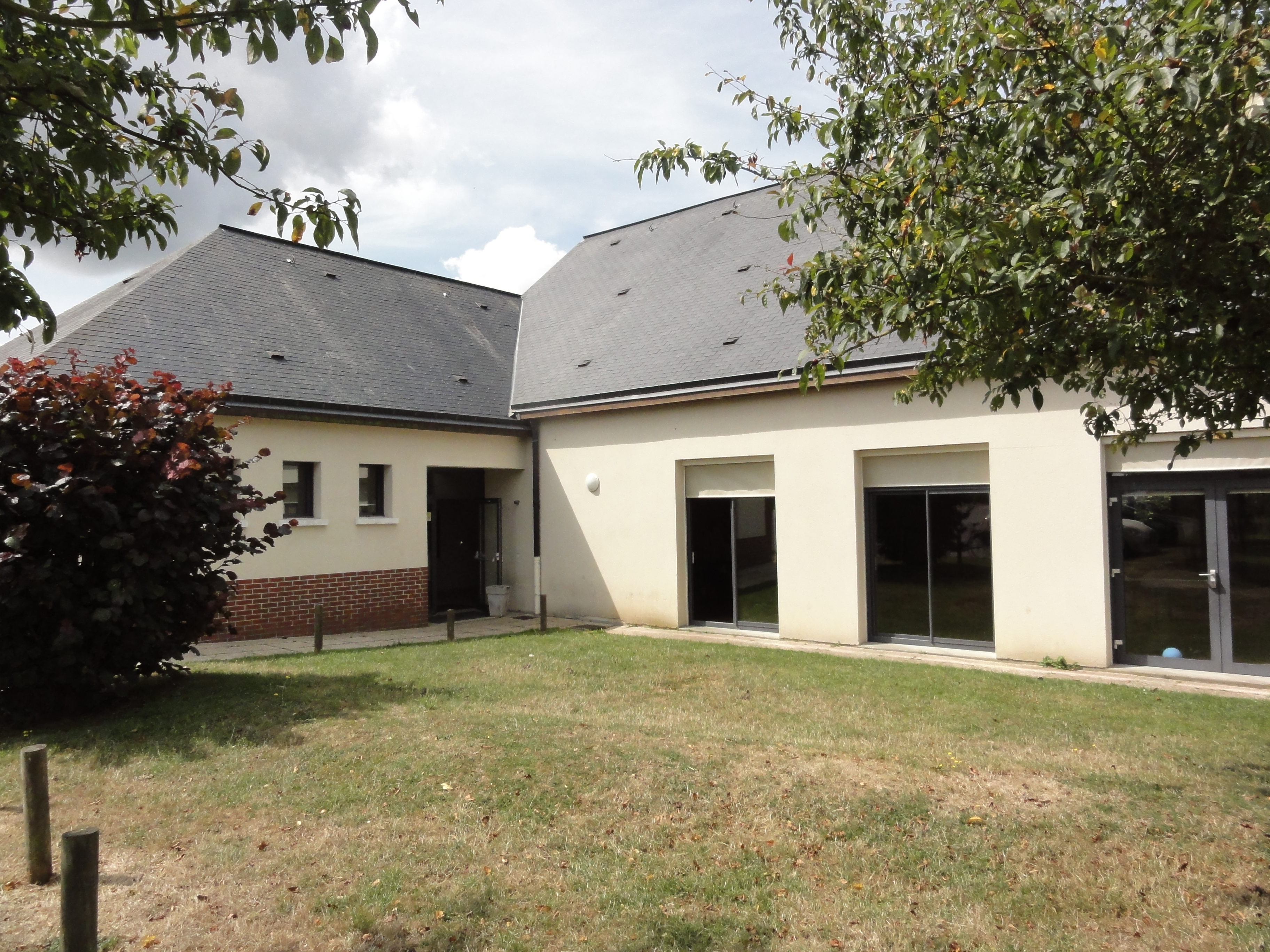
La salle des fêtes, extérieur.
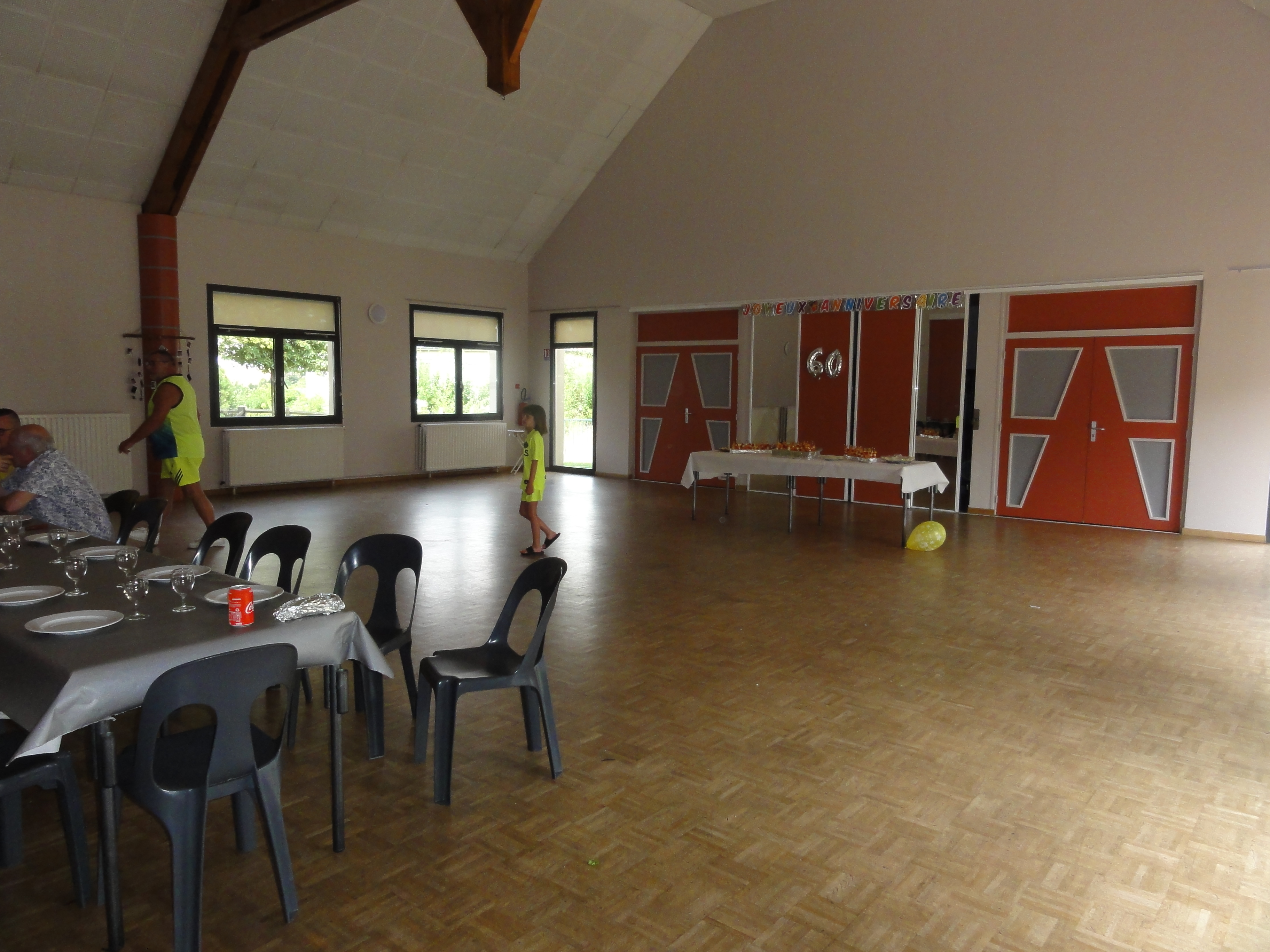
La salle des fêtes, intérieur.

## Culture locale et patrimoine

### Lieux et monuments
- L'église Saint-Ouen de Betteville. La construction de l'église actuelle date essentiellement des XVIIe, XVIIIe et XIXe siècles mais elle conserve quelques traces du XIIe siècle. Placé sous le vocable de saint Ouen, archevêque de Rouen au VIIe siècle, elle a dépendu de l'abbaye de Saint-Wandrille[1]. Le clocher a été construit en 1860, et la croix monumentale en 1885.
- Le monument aux morts devant l'église.
- La croix du cimetière.
- Le calvaire à l'entrée de Betteville.
- Le manoir de Betteville : exploitation agricole comprise dans un enclos rectangulaire du type clos-masure, en partie bordé par un talus[13].

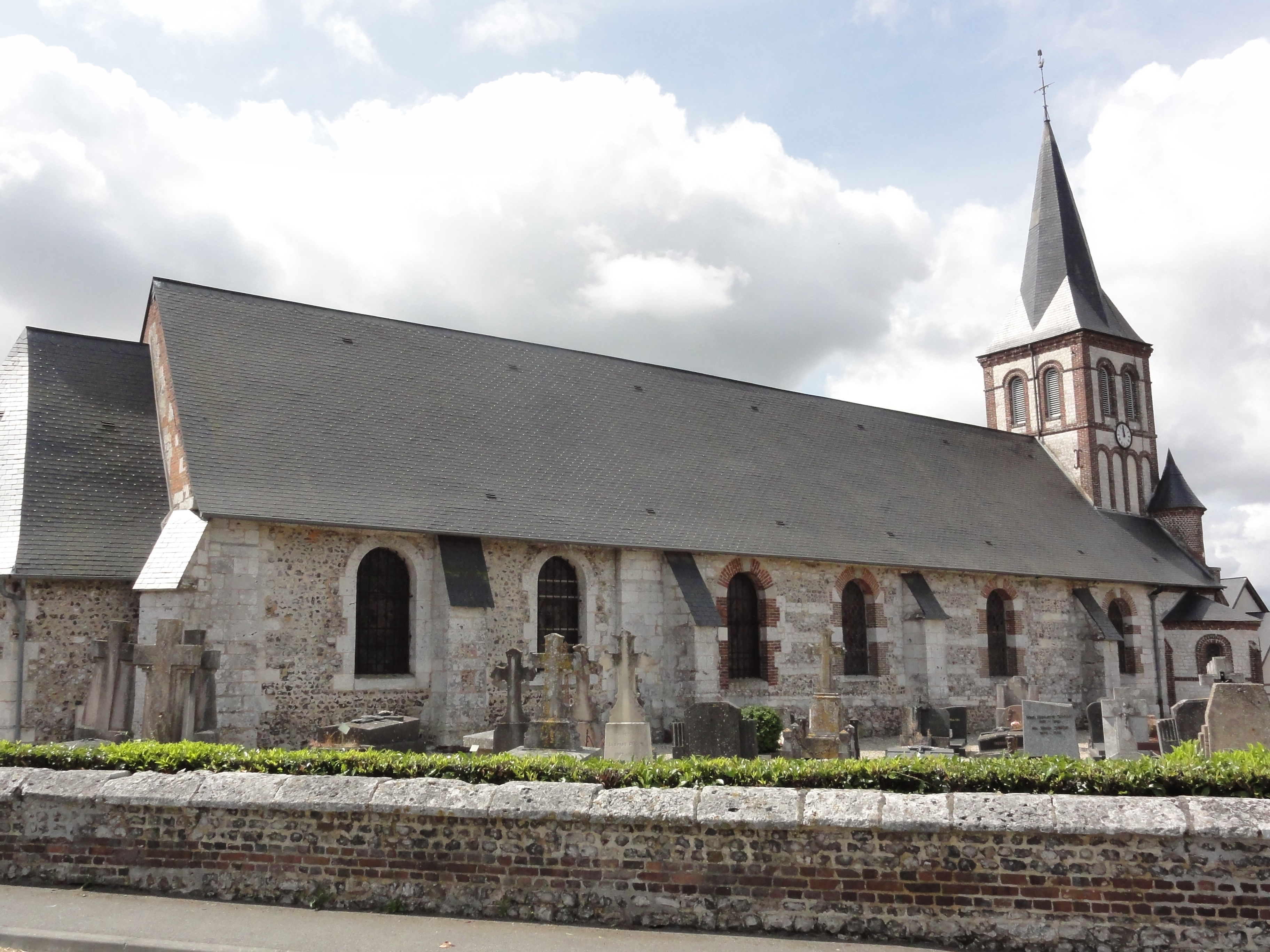
L'église Saint-Ouen.
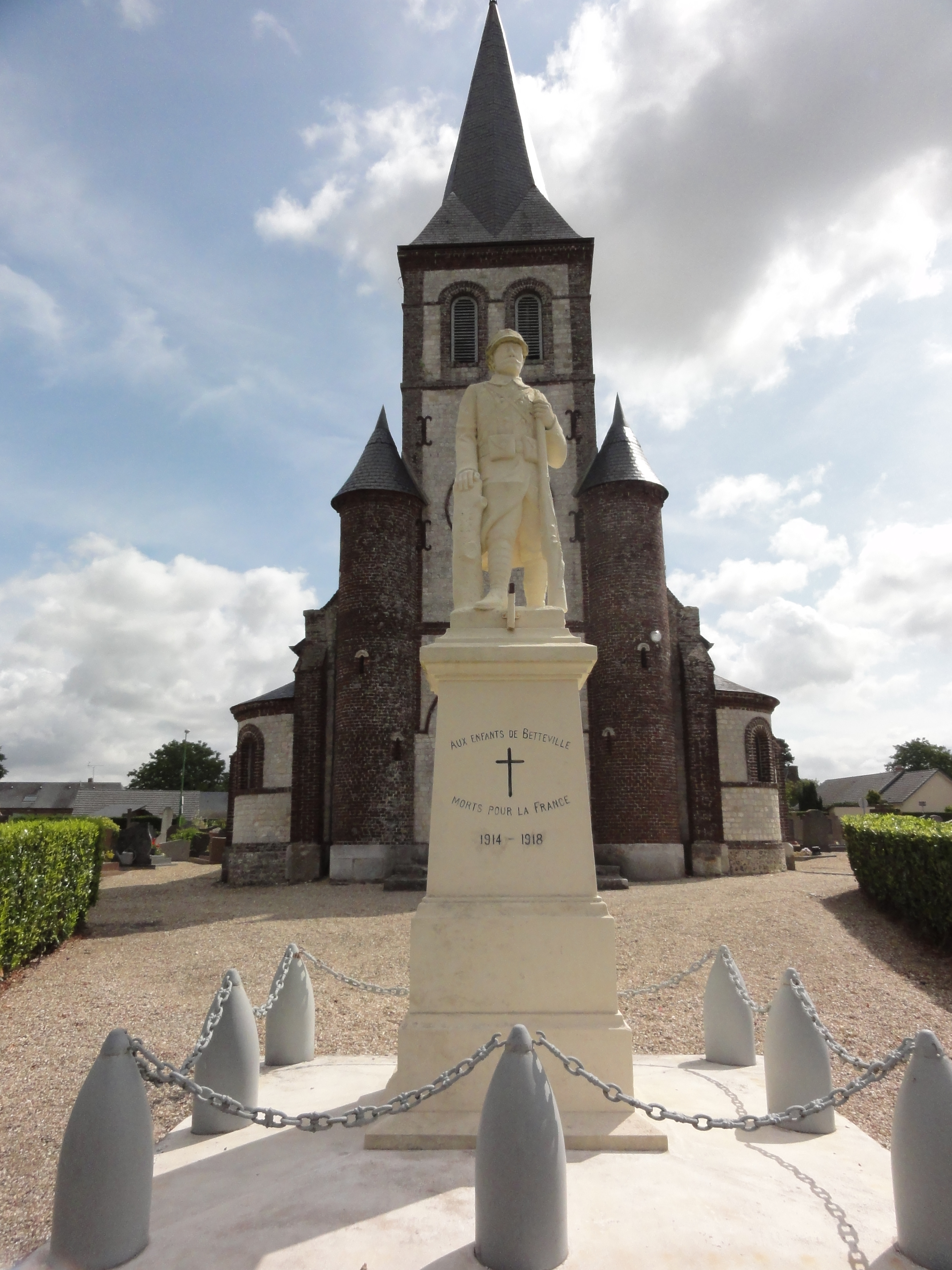
Le monument aux morts.
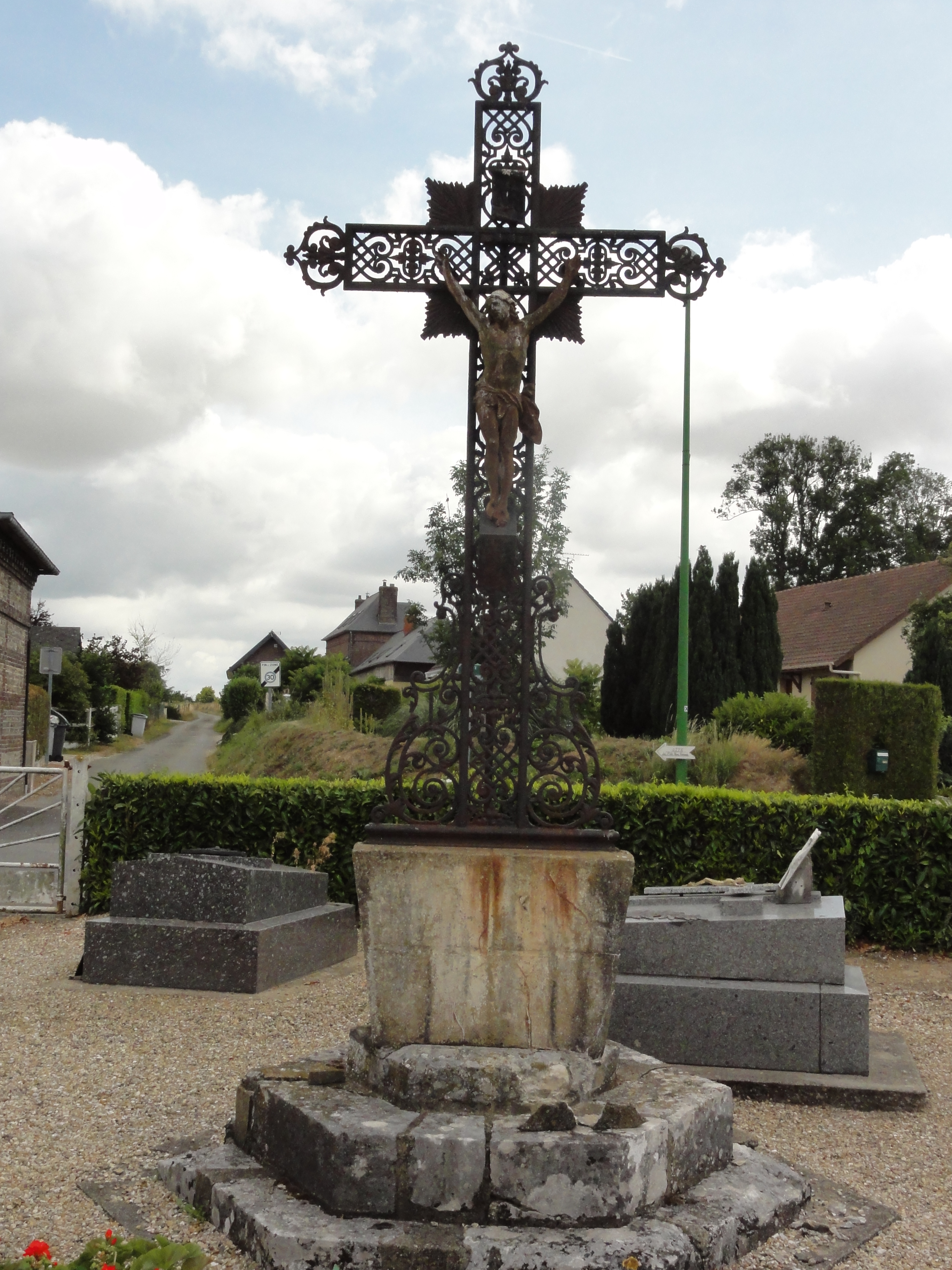
La croix du cimetière.
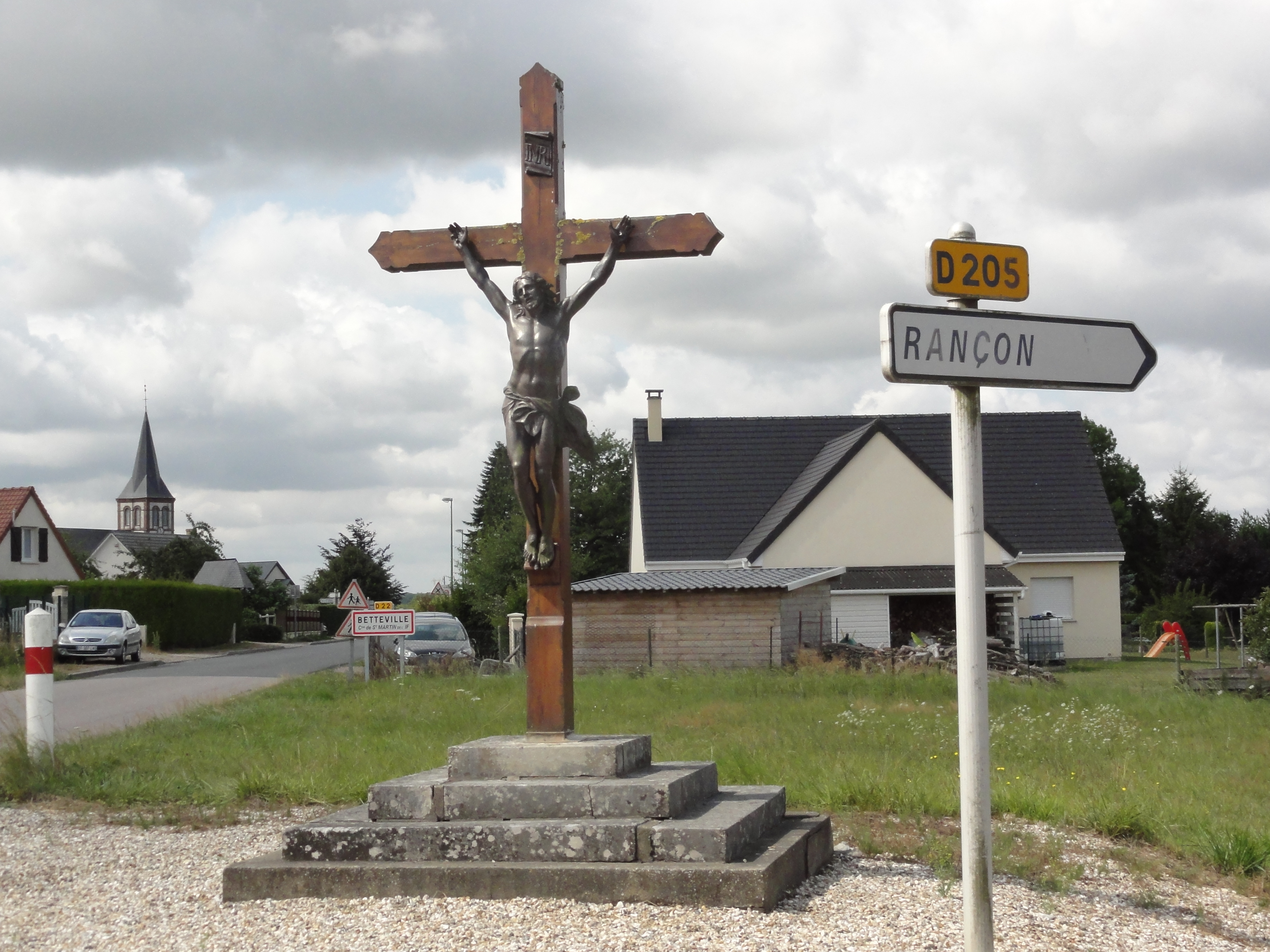
Le calvaire à l'entrée de Betteville.